# Anton Graff
 (août 2012).
Pour les articles homonymes, voir Graff.
Anton Graff, né le 18 novembre 1736 à Winterthour et mort le 22 juin 1813 à Dresde, est un portraitiste suisse qui fit carrière en Allemagne.

## Biographie
Anton Graff était le septième enfant d’Ulrich Graff, potier d’étain, comme plusieurs de ses ancêtres dont il est fait mention sur les registres de la commune dès 1350. Son père voulait absolument lui faire prendre le même métier que lui, mais le jeune garçon était rebelle aux idées paternelles. Il n’était pas plus docile aux leçons de son maître d’école. Il écrivait mal, mais en revanche il couvrait de croquis tout ce qui se trouvait sous son crayon, et spécialement ses culottes de cuir, qui faisaient l’admiration et la joie de ses camarades.
Devant une vocation aussi manifeste et sur les instances du pasteur Wirz de Rickenbrach, le père se laissa fléchir et permit à Anton d’entrer à l’école de dessin que venait de fonder Ulrich Schellemberg. Ce maître avait beaucoup voyagé, son bagage était mince, mais il avait rapporté avec lui des copies de tableaux, des dessins et des plâtres, qui avaient appartenu à son beau-père, Jean-Rudolph Huber de Berne, qu’on appelait « le Tintoret de la Suisse ».
Comme tous les apprentis à cette époque, Graff passait la plus grande partie de son temps à préparer les couleurs, à nettoyer les pinceaux et à porter par les rues les pots de peinture. Graff s’acquitta de ses fonctions avec tant de zèle et d’intelligence, qu’étant promptement devenu l’élève préféré de son maître, celui-ci l’engagea à quitter la nature morte et le paysage pour se consacrer au portrait, le plus sûr moyen de faire fortune, pour un peintre de cette époque. Il dut, à ce propos, lui montrer un album, qui existe encore à Winterthour, et qui était une sorte de carte d’échantillons que le peintre soumettait à ses modèles pour le choix à faire de l’attitude, de la pose et même du costume et des accessoires.
C’est à cette époque, vers 1759, qu’il fit son propre portrait, où il se représenta le pinceau à la main, comme il le fera du reste chaque fois qu’il se peindra lui-même. Son apprentissage étant terminé, Schellemberg le recommanda, pour son tour d’Allemagne ; à Johann Jacob Haid, un graveur d’Augsbourg, qui devait lui donner « la nourriture, le logement et du travail » ; là il se lie d'une longue amitié avec Johann Friedrich Bause dont il exécutera le portrait en 1807. Mais il avait compté sans les règlements de la corporation, qui ne permettaient pas aux peintres étrangers de venir faire de la concurrence ; Graff devait cesser de peindre ou quitter la ville, ce qu’il fit. Il se rendit à Anspach avec une lettre de recommandation de Haid pour Schneider, le peintre de la cour du margrave Charles-Alexandre, sur le cœur duquel régnait, alors la Clairon. Graff n’était encore qu’un trop petit personnage pour faire le portrait de cette célèbre comédienne, et c’est à copier le Grand Frédéric, d’une vente courante alors, que son maître ne cessa de l’employer, travail ingrat, mais qui eut au moins le bon côté de lui donner une grande facilité d’exécution.
Passablement las de l’éternelle copie du roi de Prusse, Graff avait trouvé, dans la femme de Schneider et dans ses deux charmantes filles d’affectueuses amitiés, et il resta. On le trouvait« aimable et honnête », dit-il dans une de ses lettres, on aurait voulu le garder comme gendre ; mais son cœur balançait si bien entre les deux sœurs que, ne pouvant se résoudre à faire un choix, il quitta Anspach pour retourner à Augsbourg, où Haid le rappelait, ceux qui l’en avaient fait partir étant morts ou devenus plus accommodants.
Graff demeura sept ans à Anspach, toujours comme apprenti, mais non sans faire de temps en temps quelques portraits qui attirèrent l’attention sur lui, et non sans aller quelquefois à Munich, pour voir les tableaux des châteaux royaux, ceux de la galerie de Schleissheim et particulièrement ceux du peintre de la cour, Desmarets. Après avoir été secrétaire de l’ambassade de France à Stockholm et avoir fait de la peinture en amateur, Desmarets était arrivé à un talent honorable, qui se recommandait par une certaine fougue et un véritable don de composition.
À Augsbourg, Graff lit la connaissance de Sulzer, de Berlin, dont il devait devenir le gendre, alors que celui-ci revenait d’un voyage en Suisse avec quatre jeunes gens qui devaient se distinguer plus tard, Lavater, Hess, Fussli et Itzeler. Après avoir séjourné quelque temps à Regensbourg et à Winterthour, Graff s’installa à Zurich. Les portraits qu’il y fit allaient lui ouvrir les portes de l’académie des beaux-arts de Dresde. Un colonel suisse, du nom de Heidigger, les ayant admirés, parla du talent de leur auteur à Hagedorn, directeur de l’Académie, qui cherchait un successeur à Bacciarelli et qui, après avoir vu le portrait de Graff par lui-même, que celui-ci lui avait envoyé, fit au peintre des offres flatteuses : cent thalers pour ses frais de route, cinquante thalers par portrait qu’il fera pour la cour s’il ne peint qu’une main ou cent thalers s’il peint les deux et quatre cents thalers de traitement annuel.
Graff hésita, refusa même d’abord, sous prétexte qu’il n’avait pas l’habitude des cours et que son talent n’était pas à la hauteur de la situation qu’on lui proposait. Il fallut les instances de ses amis pour vaincre sa résistance. Enfin, le 7 avril 1766, après avoir quitté à regret tous ses bons amis de Winterthur, d’Augsbourg et de Zurich, il arriva à Dresde. Se sentant dépaysé dans la grande ville, il s’absorba plus que jamais dans le travail, et, un an après, à l’exposition annuelle de peinture, ses portraits des généraux Brühl et de Schönberg eurent le plus grand succès.
C’est alors que Philip Reich, de Leipzig, « le prince des libraires », qui avait déjà demandé à Graff plusieurs portraits de littérateurs et d’artistes célèbres dont il faisait collection, l’envoya à Berlin pour faire ceux de Gellert, Bodmer, Gessner, Weiße, Christoph Willibald Gluck, Heinrich von Kleist, Daniel Nikolaus Chodowiecki et Herder, Wieland et Schiller et Bürger. Les écrivains et poètes Weisse et Rabenar ; les acteurs Iffland et Corona Schröter ; les universitaires Ramler, Lippert et Hagedorn ; les philosophes Sulzer. Ce dernier avait deux charmantes filles, et le cœur d’Anton ne balança plus comme entre les deux demoiselles Schneider, d’Anspach : un an après son arrivée à Berlin, il épousait Augustine Sulzer, qui n’avait pas dix-sept ans et dont il eut trois enfants.
On chercha à le retenir à Berlin, en lui offrant un traitement de douze cents thalers, mais, malgré la perspective de retrouver son grand ami le peintre Chodowiecki, il refusa. Le comte Margolini, qui avait succédé à Hagedorn, fit alors doubler sa pension et le nomma professeur à l’Académie ; et Graff trouva que l’occasion était bonne pour augmenter le prix de ses portraits. Dès lors il partagea son temps entre Dresde, Leipzig et Winterthour, sa ville de prédilection, où « il aimait même à s’ennuyer ».
Tous les princes et princesses de la maison de Saxe, tout ce que cette partie de l’Allemagne comptait de célébrités, posèrent devant Graff, ce qui ne l’empêchait pas, sans croire déroger, de copier pour l’impératrice de Russie et pour d’autres amateurs les chefs-d’œuvre de la galerie de Dresde. C’est ainsi qu’il copia quatorze fois la Madeleine du Corrège et la Sainte Barbe du Dominiquin, sans compter les Corrège et la Sainte Barbe du Dominiquin, sans compter les Van Dyck. Comme Élisabeth Vigée-Lebrun, Graff tenait note de tous ses travaux. On trouve, dans son grand livre, l’indication de mille six cent cinquante-cinq tableaux et de trois cent vingt-deux dessins ; il est vrai qu’il travailla près d’un demi-siècle, et qu’il peignait encore, alors même que l’âge avait considérablement affaibli sa vue.
Graff survécut à ses amis, à un de ses fils, à son gendre et à sa femme, qu’il perdit le 16 avril 1812, après quarante ans de mariage. Il mourut à l’âge de soixante-seize ans. 

## Interprétation de son œuvre
Sirey, dans son Dictionnaire des peintres, dit de Graff qu’il avait « beaucoup de vérité, de naturel, une absence totale de prétention, un dessin agréable, un colons vigoureux et clair » et qu’il est « un des meilleurs peintres de portraits de son époque ». Considéré comme l’un des peintres les plus importants de son époque, Graff, dont les portraits sont peints sans accessoires et rarement en pied, concentrait ses efforts sur la tête, avec son puissant front pensif, de son sujet. Les yeux qui fixent le spectateur sont ceux qui ont lu la Critique de la raison pure. Il avait le don de voir chacun de ses modèles sous son jour particulier, ne se contentant pas de les faire poser, il voulait les bien connaître, vivre dans leur intimité, pour donner à l’image le caractère de la personne. Son pinceau a toujours la même pénétration psychologique, qu’il s’agisse de grands seigneurs, d’artistes ou de littérateurs.
On considère que son grand œuvre est le portrait du roi de Prusse Frédéric le Grand.

## Sources
- (en) Richard Muther, The History of Painting from the Fourth to the Early Nineteenth Century, New York ; London, Putnam, 1876, p. 747.
- Joseph Raymond Fournier-Sarlovèze, Les peintres de Stanislas-Auguste II, Paris, Librairie de l'art ancien et moderne, 1907, p. 21-35.
- Ekhart Berckenhagen, Anton Graff - Leben und Werk, Berlin, Deutscher Verlag für Kunstwissenschaft, 1967.